# Мавзолей Гранта
Национальный мемориал генерала Гранта (англ. General Grant National Memorial) — нео-ампирный мавзолей американского президента Улисса Гранта в манхэттенском Риверсайд-парке, самая большая гробница на территории Северной Америки. Высота здания — 46 м.

## История создания
Полководец северян и 18-й президент США Улисс Грант умер 23 июля 1885 года. У самого Гранта была только одна просьба: чтобы он лежал рядом со своей женой Джулией, когда она умрёт. При этом не учитывались военные кладбища, на которых в то время не разрешалось хоронить женщин. Буквально в течение нескольких часов после его смерти мэр Нью-Йорка Уильям Грейс (англ. William Grace) послал телеграмму супруге покойного с предложением предать тело президента земле в этом городе. С целью координации строительства по его инициативе было образовано общество Grant Monument Association, председателем которого стал 21-й президент США Честер Алан Артур. Деньги на строительство мавзолея пожертвовало 90 тыс. человек со всего мира, было собрано порядка 600 тыс. долларов США, что сделало это мероприятие по привлечению средств крупнейшим в истории на тот момент.
Первый конкурс на проектирование был объявлен в 1888 году, срок окончания подачи заявок переносился трижды, но в итоге организатор конкурса, Grant Memorial Association, так и не смог выбрать победителя. Второй конкурс состоялся в 1890 году, из пяти претендентов был выбран проект архитектора Джона Дункана. Тем не менее, строительство началось летом 1891 года, и останки Гранта были перенесены в саркофаг из красного гранита 17 апреля 1897 года. При проектировании гранитно-мраморного мемориала он вдохновлялся одним из макетов античного мавзолея в Галикарнасе. Торжественное открытие мемориала президентом Мак-Кинли состоялось десятью днями позже и было приурочено к 75-й годовщине рождения Гранта (27 апреля 1897 года). В своём окончательном варианте этот памятник триумфу Севера над Югом оказался гораздо скромнее первоначальной задумки Дункана.
В 1902 году внутри мавзолея рядом с гранитным саркофагом президента был установлен саркофаг с телом его супруги Джулии Грант. Саркофаг из красного гранита весом 8,5 тонн, место последнего упокоения генерала Гранта и его жены Джулии.
Служба национальных парков взяла на себя управление гробницей в 1958 году, и 1 мая 1959 года это сооружение было объявлено национальным мемориалом. В 1991 году были предприняты усилия, чтобы привлечь внимание к ухудшающемуся состоянию мавзолея. Студент Колумбийского университета Фрэнк Скатурро, который также был волонтёром в Мемориале Гранта, тщетно пытался привлечь внимание к отсутствию технического обслуживания гробницы. Мемориал преследовали граффити и вандализм, а само здание находилось в очень плохом состоянии. После двух лет игнорирования Парковой службой, Скатурро написал 325-страничный информационный отчёт Конгрессу и президенту.
В 1994 году Палата представителей США приняла закон о «восстановлении, завершении и сохранении навечно Национального мемориала «Могила Гранта» и прилегающих территорий». Реставрация Мемориала была завершена в 1997 году, а место было повторно освящено 27 апреля 1997 года, через 100 лет после первоначального открытия.
Приблизительно 80 000 человек в год посещают Национальный мемориал генерала Гранта.